# 17965 Brodersen
17965 Brodersen (1999 JO43) là một tiểu hành tinh vành đai chính được phát hiện ngày 10 tháng 5 năm 1999 bởi nhóm nghiên cứu tiểu hành tinh gần Trái Đất phòng thí nghiệm Lincoln ở Socorro. Nó được đặt theo tên Carl Harold Brodersen, a 2003 Intel International Science và Engineering Fair winner.